# SPES Livorno
La SPES Livorno (acronimo per Società Per Esercizi Sportivi Livorno) era una squadra calcistica italiana, fondata a Livorno il 25 marzo 1906 e fusasi nel 1915 con la squadra concittadina Virtus Juventusque, dando origine all'Unione Sportiva Livorno.  La sigla SPES non fu scelta a caso, in quanto indica anche la parola latina spes, ossia "speranza".

## Storia
Il club fu fondato nel 1906. L'idea di fondare la squadra venne all'avvocato Giorgio Campi, che cercò di diffondere il gioco del calcio a Livorno. Assieme ad un amico, il signor Ottina, e ad altri soci, si riunirono in assemblea a via Grande (dove aveva sede il locale di Ottina) e lì decretarono la nascita della società. Il terreno di gioco scelto dai soci della SPES fu il campo di Fungo (l'attuale Ginnasium) e le maglie adottate furono a strisce verticali biancoverdi. Nell'aprile del 1906, la squadra disputò la sua prima partita non ufficiale contro una compagine di marinai inglesi, perdendo per 2-0. In seguito la SPES Livorno sfidò a Pisa l'Unione Sportiva Milanese, contro la quale strappò un pareggio per 1-1.
Nel 1908 la SPES Livorno si iscrisse al torneo regionale toscano di football, assieme alla Virtus Juventusque e alle due squadre lucchesi Football Club Lucca e Juventus Lucca. Il torneo era ad eliminazione diretta e nelle semifinali, disputatesi il 15 marzo, furono fatte scontrare tra di loro le squadre della stessa città. Mentre nella prima semifinale il Football Club Lucca vinse contro la Juventus Lucca, nella seconda le due squadre livornesi pareggiarono per 0-0, pertanto si decise di far ripetere la gara. La Virtus Juventusque, però, non si presentò all'incontro e pertanto la SPES passò direttamente in finale. La finale del torneo, tenutasi il 22 marzo, vide vincitrice la SPES Livorno, che batté il Football Club Lucca per 3-1. Nel 1909 giocò il Campionato toscano classificandosi terza dietro al Firenze FBC. Nelle stagioni 1909-1910, 1910-1911 e 1911-1912 si classificò al secondo posto in Terza Categoria Toscana sempre alle spalle del Firenze FBC.
Dal 1912 al 1915 la SPES Livorno partecipò anche a tre edizioni del massimo campionato, inserita all'interno del campionato toscano valido per il Torneo centro-meridionale. Nella stagione 1912-1913 si classificò seconda nel campionato toscano, alle spalle della Virtus Juventusque; nel 1914 ottenne il miglior risultato di sempre, vincendo il Campionato Toscano ma perdendo poi la doppia semifinale dell'Italia centrale contro la Lazio; nel 1915 terminò quinta, dopodiché si procedette alla fusione con la Virtus Juventusque.